# Darije Kalezić
Darije Kalezić (Pfäffikon, 1 november 1969) is een Bosnisch-Nederlands voetbaltrainer en voormalig voetballer. Hij werd in juni 2025 aangesteld als hoofdtrainer van FK TSC.

## Loopbaan
Kalezić heeft Bosnische ouders, maar is in Zwitserland geboren. Hij speelde voor FK Velež alvorens hij door FC Den Bosch naar Nederland werd gehaald. Bij Den Bosch speelde hij in het seizoen 1994/95 19 wedstrijden, waarna hij naar RKC Waalwijk vertrok. Hij maakte zijn debuut in het Nederlandse betaald voetbal op 10 september 1994 in de thuiswedstrijd van Den Bosch tegen Fortuna Sittard (2-4).
Bij RKC Waalwijk stond Kalezić zeven seizoenen in de defensie. In 2002 vertrok hij uit Nederland om een jaar bij zijn oude club Velež Mostar te spelen. Na een seizoen keerde Kalezić terug in Nederland. Hij ging vervolgens aan de slag bij AGOVV Apeldoorn in de Jupiler League. In 2004 vertrok hij, als beloning voor het goede seizoen, naar De Graafschap om daar zijn voetbalcarrière in de Eredivisie af te sluiten. In zijn eerste seizoen kwam hij nog regelmatig aan spelen toe, maar in zijn tweede en tevens laatste seizoen, 2005/06, kwam hij door blessures nauwelijks aan spelen toe. Kalezić besloot te stoppen met profvoetbal en ging als trainer aan de slag bij Jong De Graafschap; die baan was vacant nadat Andries Ulderink tot hoofd-opleidingen was benoemd en zodoende stopte als trainer van het tweede elftal. Met Jong de Graafschap werd Kalezić in 2008 kampioen en promoveerde hij naar de Eredivisie voor Beloften.
Kalezić was tot februari 2009 assistent-trainer bij De Graafschap. Op 25 februari 2009 werd de hoofdtrainer, Henk van Stee, ontslagen. Kalezić werd doorgeschoven als ad-interim hoofdtrainer. In het seizoen 2009/2010 was Kalezić hoofdtrainer van de Graafschap die op dat moment uitkwam in de Jupiler league. In het seizoen 2010/2011 kwam De Graafschap onder zijn leiding, nadat men kampioen was geworden van de Jupiler League, uit in de Eredivisie.
Op 25 mei 2011 werd Kalezić aangesteld bij SV Zulte Waregem, nadat de club twee dagen eerder de samenwerking met Hugo Broos had stopgezet. Kalezić bracht zijn assistent Peter Boeve mee naar Waregem. In december 2011 werd Kalezić ontslagen bij Essevee na tegenvallende resultaten. In januari 2013 werd hij trainer van Stockport County, hij tekende voor drie maanden bij de club uit de Engelse vijfde divisie. Daarna werd hij de eindverantwoordelijke bij Jong PSV, op dat moment voor het eerste jaar actief in de Jupiler League.
Kalezić werd in juni 2015 aangesteld als hoofdcoach van het dan net naar de Eredivisie gepromoveerde Roda JC, waar hij een contract tekende tot medio 2017. Hij eindigde dat jaar als veertiende met de club, twee plekken boven de degradatiestreep. Op dinsdag 10 mei 2016, twee dagen na de laatste speelronde in het seizoen 2015/16, stelde de clubleiding van Roda JC hem op non-actief. Aanleiding voor die beslissing waren "laatdunkende opmerkingen" over technisch directeur Ton Caanen. Kalezić was de vierde trainer sinds 2013 die moest vertrekken bij Roda JC. Eerder werden Ruud Brood, Jon Dahl Tomasson en René Trost vroegtijdig ontslagen. Hij werd opgevolgd door Yannis Anastasiou.
In juni 2016 tekende Kalezić een eenjarig contract bij Al-Taawoun, de nummer vier van de Saudi Premier League in het voorgaande seizoen. In zijn verbintenis werd een optie voor nog een jaar opgenomen. Op 14 oktober 2016 werd hij na drie nederlagen in vijf wedstrijden ontslagen.
In juni 2017 werd hij aangesteld als hoofdcoach van Wellington Phoenix, dat uitkomt in de Australische A-League. Per februari 2019 werd hij hoofdtrainer van de Indonesische club PSM Makassar, waar hij Robert Alberts opvolgde. In juni 2020 werd hij voor twee seizoenen aangesteld als trainer van MVV Maastricht. Op 22 mei 2021 werd bekendgemaakt dat MVV in de persoon van Klaas Wels een nieuwe hoofdtrainer had aangesteld en dat  Kalezić er vertrok. Op 28 mei 2021 werd hij voor drie seizoenen aangesteld als trainer van Jong FC Utrecht. Kalezić is van juni 2023 tot juni 2025 trainer van ADO Den Haag geweest.

## Erelijst
Als trainer
 De Graafschap
- Eerste divisie: 2009/10

 PSM Makassar
- Piala Indonesia: 2018/19